# Otto Hellmuth
Otto Hellmuth, né le 22 juillet 1896 à Markt Einersheim, mort le 19 ou 20 avril 1968 à Reutlingen, est, au sein du NSDAP, directeur du Gaue et président du gouvernement de Basse-Franconie sous le Troisième Reich.

## Biographie
Après avoir été dans une école catholique stricte, il s'engage comme volontaire à 18 ans durant la Première Guerre mondiale. Il reçoit en 1918 la Croix de fer de 2e classe et l'insigne des blessés en argent. Ensuite il étudie la médecine dentaire à Fribourg-en-Brisgau et Wurtzbourg et obtient son doctorat en 1922. Il ouvre un cabinet à Marktbreit où il devient conseiller municipal en 1924.
En 1919, Hellmuth milite politiquement dans des cercles d'anciens militaires nationalistes opposés à la République des conseils de Bavière et créé une ligue qui intégrera la SA. En 1920, il devient membre de la Deutschvölkischer Schutz- und Trutzbund et responsable de la Basse-Franconie en 1922 puis du nord de la Bavière en 1923.
Il rejoint en 1922 le NSDAP (numéro 22.815) après la dissolution de la Deutschvölkischer Schutz- und Trutzbund. Il est nommé Gauleiter de la Basse-Franconie le 3 septembre 1928. L'année suivante, il devient membre du parlement bavarois. En 1930, il proteste contre une pièce de Shalom Anski pour sa judéité. Les chants de plusieurs centaines de manifestants et l'intrusion violente empêchent la tenue du spectacle le premier soir.
Les idées de Hellmuth se caractérisent par un anticléricalisme radical et l'antisémitisme. Il soutient la manipulation du meurtre d'un garçon de 14 ans en 1929 à Hofheim in Unterfranken comme un rituel de sacrifice d'origine juive.
Après le Machtergreifung en 1933, il devient membre NSDAP du Reichstag avant sa dissolution. Aussitôt il décrète la fermeture temporaire à Würzburg des entreprises, des cabinets d'avocats et des cabinets médicaux tenus par des juifs quelques semaines avant le boycott appliqué le 1er avril.
Il épouse en 1936 Erna Maria Stamm, aussi une dentiste, dans un mariage en grande pompe organisé avec le NSDAP. Ils auront deux enfants. On lui construit une villa qui devient un lieu de rencontre du parti. Hellmuth et sa femme font l'objet d'une propagande et tiennent un fonctionnement outre mesure à l'échelle d'un des plus petits districts de l'Empire allemand. Son comportement le rend très impopulaire à Wurtzbourg.
En septembre 1939, il est déçu de ne pas intégrer le commissariat de la Défense. En revanche, en 1942, chaque gauleiter devient chef d'un district militaire.
Pour sa carrière politique, Otto Hellmuth reçoit la Médaille du service pour le NSDAP en argent, le badge SA des sports, la médaille de la Croix-Rouge allemande et le Symbole d'or du Parti nazi. Il conçoit dès 1938 un plan réorganisant les structures économiques et sociales pour le développement de l'économie. Il soutient la politique nataliste du Troisième Reich par des mesures contributives aux mères de famille et la sélection génétique par la stérilisation.
Le 23 septembre 1940, il demande l'évacuation des établissements de soin à Werneck pour installer lors de l'Umsiedler la "Volksdeutsche" de Bessarabie. Du 3 au 6 octobre, on déplace 777 patients. Une moitié va à Lohr am Main, l'autre finit dans des camps d'extermination comme celui de Pirna-Sonnenstein dans le cadre de l'Aktion T4.
Durant la guerre, le bombardement aérien des Alliés touche de plus en plus les quartiers civils. La défense allemande se met en place et publie une directive rappelant la protection des aviateurs alliés survivants en Allemagne. Hellmuth est chargé de l'appliquer sur son territoire mais il ne respecte pas cette directive, participant à la Fliegermorde (meurtre des aviateurs). Le 12 septembre 1944, quatre aviateurs américains qui ont atterri d'urgence à Wurtzbourg sont abattus par un Jagdkommando. Le 29 septembre 1944, un autre aviateur blessé durant son parachutage de secours est tué à Bad Neustadt an der Saale. Il échappe aussi au bombardement de Wurtzbourg le 16 mars 1945 en s'abritant dans le bunker construit dans sa villa en dehors de la ville. Ce bombardement fait 5000 morts et détruit presque toute la vieille ville historique. Hellmuth fait ensuite la propagande de la vengeance soutenue par l'État.
Menacé de la peine de mort, il fuit avec sa famille le 2 avril 1945 en allant dans plusieurs villes du nord de la Bavière avant la Suisse. Sa famille revient sous protection en Bavière tandis qu'on perd la trace d'Otto Hellmuth au Tyrol. L'administration américaine en Bavière ne le retrouve pas ici puisqu'il s'est en fait enfui avec ses anciens lieutenants au nord de l'Allemagne. Il vit deux ans dans la clandestinité comme ouvrier agricole à Cassel (Hesse) puis, sous le faux nom de Hans Oster, ouvre un cabinet dentaire à Bassum (Basse-Saxe). Il est arrêté par la police militaire britannique puis inculpé par un tribunal militaire américain pour sa responsabilité dans la mort des aviateurs alliés abattus en septembre 1944.
Son procès s'ouvre le 10 octobre 1947 à Dachau. Durant celui-ci, à la demande de la sœur de l'accusé, l'évêque de Wurtzbourg Matthias Ehrenfried vient demander la clémence malgré l'anticléricalisme de Hellmuth. Otto Hellmuth est d'abord condamné à mort puis à perpuité en 1951 et enfin à 20 ans de prison. Il demeure dans la prison de Landsberg jusqu'en juin 1955. Après sa libération, il demande à être indemnisé mais cède après de fortes protestations. Il se voit ensuite refuser l'ouverture d'un cabinet dentaire par le conseil des médecins en 1958.
Durant son séjour en prison, en 1947, Hellmuth fait une tentative de suicide, il avait écrit sur les murs de sa cellule avec son sang "Heil Hitler". Il se suicide le 20 avril 1968, le jour d'anniversaire d'Adolf Hitler.

## Source, notes et références
- (de) Cet article est partiellement ou en totalité issu de l’article de Wikipédia en allemand intitulé « Otto Hellmuth » (voir la liste des auteurs).